# Олалаї
Олалаї (Myiopagis olallai) — вид горобцеподібних птахів родини тиранових (Tyrannidae). Мешкає в Андах. Вид названий на честь еквадорсько-бразильського колекціонера Альфонсо Марії Олайї.

## Відкриття
У 1991 році бельгійський орнітолог Пол Купманс вперше почув спів невідомого виду птахів. У 1992 році йому вдпалося записати вокалізацію олалаї в місцевості неподалік Самори на півді Еквадору, на висоті 1000 м над рівнем моря. Порівнявши запис із записами пісень інших птахів, Купманс прийшов до висновку, що він відкрив новий вид птахів. У 1994 році перші два зразки птаха були зібрані в долині річки Бомбускаро в еквадорській провінції Самора-Чинчипе. У 1996 році були отримані ще два екземпляи, зібрані на схилах вулкану Сумако в провінції Напо. У 2000 році Купманс разом з Нільсом Краббе науково описали олалаї.

## Підвиди
Виділяють три підвиди:
- M. o. coopmansi Cuervo, Stiles, Lentino, Brumfield & Derryberry, 2014 — північ центральної Колумбії (Антіокія);
- M. o. incognita Cuervo, Stiles, Lentino, Brumfield & Derryberry, 2014 — Сьєрра-де-Періха;
- M. o. olallai Coopmans & Krabbe, 2000 — Анди в Еквадорі і Перу.

## Поширення і екологія
Олалаї мешкають у Венесуелі, Колумбії, Еквадорі і Перу. Вони живуть у вологих гірських тропічних лісах Анд. Зустрічаються на висоті від 890 до 1500 м над рівнем моря.